# Siklósbodony
Siklósbodony község Baranya vármegyében, a Siklósi járásban.

## Fekvése
Siklós vonzáskörzetének nyugati részén helyezkedik el, a várostól légvonalban 15, közúton mintegy 18 kilométerre nyugat-északnyugati irányban.
A szomszédos települések: észak felől Kisdér, északkelet felől Ócsárd, délkelet felől Babarcszőlős, nyugat felől pedig Hegyszentmárton.

### Megközelítése
Csak közúton érhető el, a Túrony-Bogádmindszent közti 5815-ös úton.

## Története
Siklósbodony és környéke már a honfoglalás előtt lakott hely volt. Erre utal a falu területén fekvő régi földvár is. Nevét az oklevelek 1295-ben már említették Bodun alakban írva. 1290-1300 között Budun, 1332-1335 között Sudun, Bundunh(er), Budun és Budu alakban írták.
Siklósbodonyt (Bodony) a Győr nemzetséghez tartozó Óvári Konrád jobbágyai és rokonsága lakták, akiknek 1295-ben Nadicán volt szőlőbirtokuk. 1300 körül Jakab istván faluja, akkori falunagya szintén Jakab nevű volt. Egy 1304-ből fennmaradt oklevél szerint a Szőllősi nemesek megengedték Ambrus fia Jakab ispánnak, hogy velük szomszédos bodonyi földrészt megvásároljon, azzal a kikötéssel, hogy az ő földjükből nem vásárolhat és nem foglalhat el. Az 1332-es összeírás szerint papja 30 bani, 1334-ben pedig 19 báni pápai tizedet fizetett. A falu a 15. században a Siklósi vár tartozéka volt. A török időkben elnéptelenedett falu lakói Babarcszőlősre költöztek át. A település csak a Rákóczi-szabadságharc után népesült be újra. Az újranépesült falu főleg az egykori földvár és az 1754-ben épült templom köré telepedett le. Az 1770-es években a Batthyány család birtoka lett.
Siklósbodony a 20. század elején Baranya vármegye Szentlőrinczi járásához tartozott.
Az 1910-es népszámláláskor 272 lakosa volt, ebből 268 magyar, melyből 269 római katolikus volt.
A 2001-es népszámláláskor 148 lakosa volt, a 2008 január 1-jei adatok szerint pedig 136 lakos élt a településen.
2018-ban az egyik legszegényebb település volt, ahol se bolt, se iskola, se óvoda, sem kocsma nem volt ekkor.

## Közélete

### Polgármesterei
- 1990–1994: Roll Miklós (független)[4]
- 1994–1998: Roll Miklós (független)[5]
- 1998–2002: Roll Miklós (független)[6]
- 2002–2006: Roll Miklós (független)[7]
- 2006–2010: Roll Miklós (független)[8]
- 2010–2014: Roll Miklós (Fidesz)[9]
- 2014–2019: Barta Róbert László (független)[10]
- 2019–2024: Barta Róbert László (független)[11]
- 2024– : Barta Róbert László (független)[1]

## Népesség
A település népességének változása:
| Lakosok száma | 145  | 142  | 140  | 140  | 150  | 156  | 138  | 137  | 147  |
|               | 2013 | 2014 | 2015 | 2018 | 2019 | 2021 | 2022 | 2023 | 2024 |

A 2011-es népszámlálás során a lakosok 96,4%-a magyarnak, 18,1% cigánynak, 0,7% németnek mondta magát (3,6% nem nyilatkozott; a kettős identitások miatt a végösszeg nagyobb lehet 100%-nál). A vallási megoszlás a következő volt: római katolikus 85,5%, református 2,9%, felekezeten kívüli 2,2% (8,7% nem nyilatkozott).
2022-ben a lakosság 89,9%-a vallotta magát magyarnak, 39,1% cigánynak, 1,4% egyéb, nem hazai nemzetiségűnek (10,1% nem nyilatkozott; a kettős identitások miatt a végösszeg nagyobb lehet 100%-nál). Vallásuk szerint 60,9% volt római katolikus, 2,9% református, 1,4% görög katolikus, 0,7% egyéb katolikus, 6,5% felekezeten kívüli (27,5% nem válaszolt).

## Nevezetességei
- Római katolikus temploma - 1754-ben épült. Szent Kereszt tiszteletére szentelték fel. Főoltára klasszicizáló, főhajója és szószéke barokk stílusú. Freskóit a 20. század elején készítette Gebauer Ernő pécsi festőművész.